# Nouirate
Nouirate (franska: Nouirate (CR), Nouirate (Commune Rurale), arabiska: زكوطة) är en kommun i Marocko.   Den ligger i provinsen Sidi Kacem och regionen Rabat-Salé-Kénitra, i den norra delen av landet, 100 km nordost om huvudstaden Rabat. Antalet invånare är 22 633.